# Family Circle Cup 2003
Family Circle Cup 2003 — 31-й розыгрыш ежегодного профессионального теннисного турнира среди женщин, проводящегося в американском городе Чарлстон, и являющегося частью тура WTA в рамках 1-й категории турниров.
В 2003 году турнир прошёл с 7 по 13 апреля.
Прошлогодними чемпионами являются:
- одиночницы —  Ива Майоли
- пары —  Лиза Реймонд /  Ренне Стаббс

## Соревнования

### Одиночный турнир
Жюстин Энен-Арденн обыграла  Серена Уильямс со счётом 6-3, 6-4.
- Жюстин Энен-Арденн выигрывает 2й турнир в сезоне и 8й за карьеру на соревнованиях ассоциации.
- Серена Уильямс уступает свой 7й финал на соревнованиях ассоциации.

### Парный турнир
Вирхиния Руано Паскуаль /  Паола Суарес обыграли  Жанетту Гусарову /  Кончиту Мартинес со счётом 6-0, 6-3.
- Вирхиния Руано Паскуаль выигрывает 1й турнир в сезоне и 19й за карьеру в туре ассоциации.
- Паола Суарес выигрывает 1й турнир в сезоне и 26й за карьеру в туре ассоциации.